# Neoconocephalus ichneumoneus
Neoconocephalus ichneumoneus är en insektsart som först beskrevs av Bolívar, I. 1884.  Neoconocephalus ichneumoneus ingår i släktet Neoconocephalus och familjen vårtbitare. Inga underarter finns listade i Catalogue of Life.